# Bitva u Ačanského ostrohu
Bitva u Ačanského ostrohu roku 1652 byla prvním ozbrojeným střetnutím mezi kozáky ruského carství a vojskem říše Čching v rusko-čchingském konfliktu o Poamuří. V boji zvítězili Rusové.

## Před bojem
Na podzim 1651 oddíl dvou set ruských kozáků a dobrovolníků pod vedením Jerofeje Chabarova doplul po proudu Amuru na jeho dolní tok, do zemí Ačanů (předků Ulčů a Nanajců), kde se Rusové rozhodli přezimovat a na levém břehu Amuru zabrali sídliště domorodců jako zimoviště, Ačanský ostroh. Ležel nedaleko dnešní vesnice Ačansk. Dřevěná palisáda vyplétaná proutím však ohradila pouze nevelký prostor, takže část domů, v nichž se kozáci usadili, zůstala vně opevnění. Navíc Chabarov nepřipravil pozice pro děla, což mu spolubojovníci později vytýkali. Zřejmě většina Rusů byla vyzbrojena píšťalami s doutnákovými zámky, kromě toho měli jedno větší měděné dělo a dvě malá železná. Dne 8. říjnajul./ 18. října 1651greg. je napadlo necelá tisícovka Ačanů a Ďučerů. Útok byl odražen, přičemž padlo 117 domorodců, ale pouze jeden Rus. Poté během zimy kozáci při výpadech do okolí brali místní náčelníky a jejich příbuzné za rukojmí, které následně vyměňovali za jasak a potraviny.

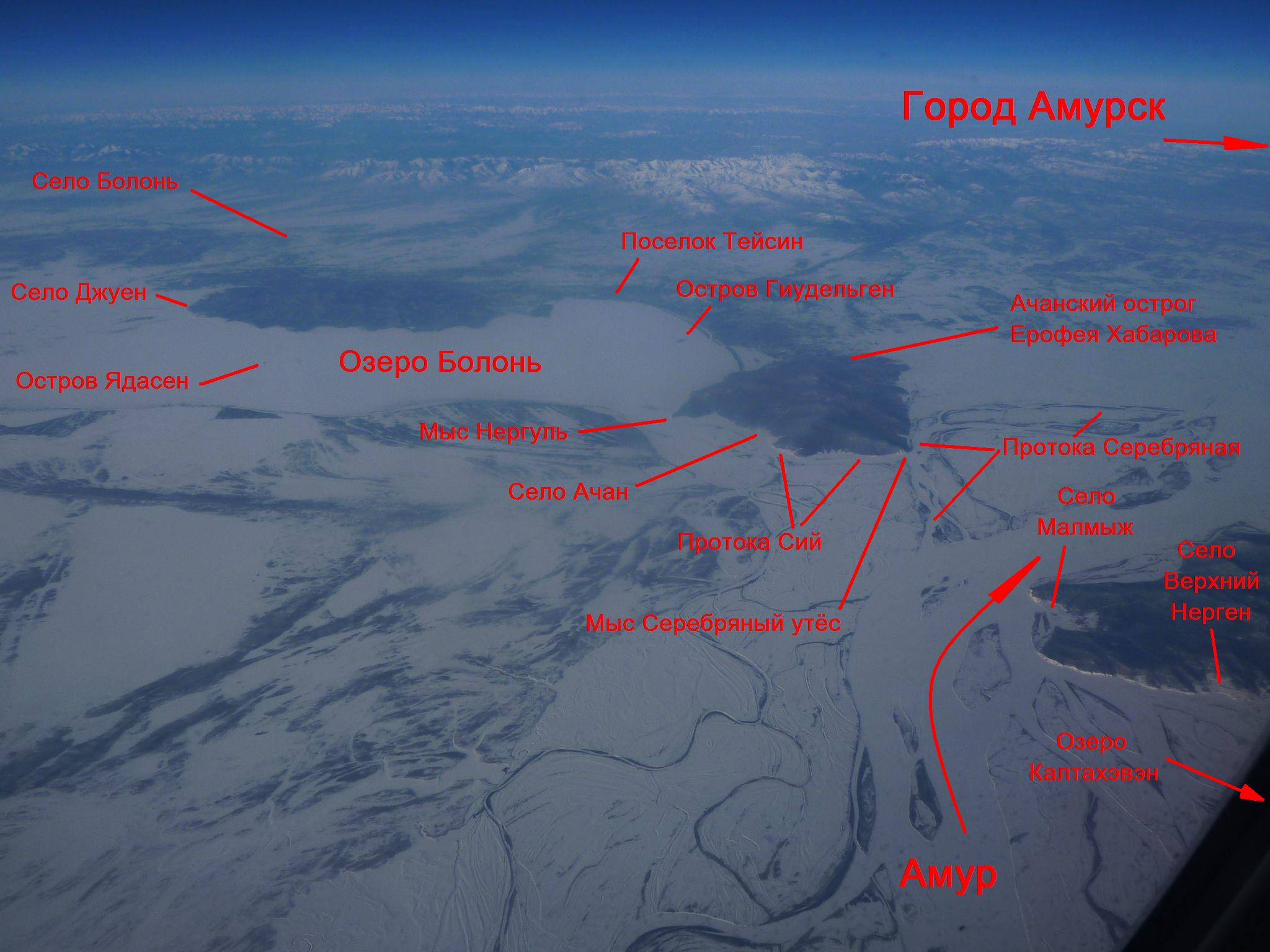
Letecký snímek místa bitvy, Ačanský ostroh Jerofeje Chabarova zřejmě ležel na tmavém vrchu zhruba uprostřed snímku.

Po neúspěchu samostatného útoku na Rusy stařešinové Ačanů a Ďučerů požádali o pomoc čchingskou posádku v Ninggutě. Koncem roku 1651 se ninggutští velitelé Chajse a Sifu rozhodli vytáhnout proti Rusům se 600 vojáky, vyzbrojenými vesměs chladnými zbraněmi, měli pouze 6 lehkých děl, 30 píšťal (se třemi až čtyřmi krátkými hlavněmi) a 12 granátů (hliněné „hrnce“ plněné střelným prachem, určené k ničení nepřátelského opevnění). Mandžuský oddíl se po zimních cestách pohyboval pomalu, vzdálenost cca 1100 km k ruskému zimovišti šel tři měsíce. Cestou Mandžuové přibrali oddíly Ačanů a Ďučerů, takže celková síla vojska převýšila 2000 mužů.

## Bitva
Mandžuům se podařilo nepozorovaně přijít k Ačanskému ostrohu, na úsvitu 24. březnajul./ 3. dubna 1652greg. se objevili před ním. Hlídající kozák vyvolal poplach, brána ostrohu byla zavřena, kozáci nocující v domech před branou spěšně přelézali palisádu, aby se dostali dovnitř.
Mandžuové zahájili palbu na ostroh z děl i píšťal, na kterou Rusové odpovídali z vlastních zbraní, přestřelka trvala celý den. K večeru Mandžuové pod ochranou domů před branou postoupili až k samé palisádě a vysekali v ní průchod. Na průlom však kozáci soustředili palbu všech svých děl podpořených střelci z pušek a útočníky rozstříleli. Mandžuové utrpěli velké ztráty a ustoupili.
Chabarov se rozhodl využít úspěch a zorganizoval výpad. Výpadu se účastnilo 156 Rusů, zbylých 50 je podporovalo palbou zpoza palisády. Kozáci zaútočili na zbylé Mandžuy a obrátili je na útěk. Získali několik zajatců, osm praporů, dvě železná děla, 17 píšťal, 830 koní a zásoby potravin. Na bojišti zůstalo 676 zabitých nepřátel. Rusové měli pouze 10 mrtvých a 78 raněných.

## Důsledky bitvy
Přestože zvítězili, Rusové chápali, že se střetli s mnohem nebezpečnějším protivníkem, než byli oddíly místních kmenů. Na jaře 1652 opustili Ačanský ostroh a na šesti lodích odpluli vzhůru po Amuru.
Čchingská vláda také považovala nového protivníka za nebezpečného. Chajse a jeho zástupce Sifu byli potrestáni popravou (Chajse) a sto ranami bičem (Sifu); velení v Ninggutě převzal zkušený vojevůdce Šarhuda, který začal systematickou přípravu na boj s Rusy zahrnující organizaci vojska z místních obyvatel, výstavbu říčního loďstva, přípravu zásob potravin. V dalším střetu s Rusy na Sungari roku 1654 Mandžuové zvítězili.